# Acquarica del Capo
Acquarica del Capo község (comune) Olaszország Puglia régiójában, Lecce megyében.

## Fekvése
Lecce városától délre, a Salentói-félsziget déli részén fekszik.

## Története
A települést korábban Aquaricca-nak nevezték, a területén feltörő bővízű (ricca) források (aqua) után. Más feltételezések szerint egy Aquarius nevű római személyről kapta a nevét.

## Népessége
A lakosság számának alakulása:

## Főbb látnivalói
- Madonna dei Panelli - 11. századi kápolna, bizánci stílusú freskókkal.
- San Giovanni Battista-templom - 16. századi leccei barokk stílusban épült templom. A 19. század elején átépítették.
- San Carlo-templom - 17. századi barokk templom.
- Gelsorizzo - a település nemesurainak 16. század elején épült vára, a településtől 1 km-re. Legérdekesebb része a kör alaprajzú őrtornya, a Torre Colombaia.
- Castello - a település középkori erődje. Eredete a 11. századra nyúlik vissza.

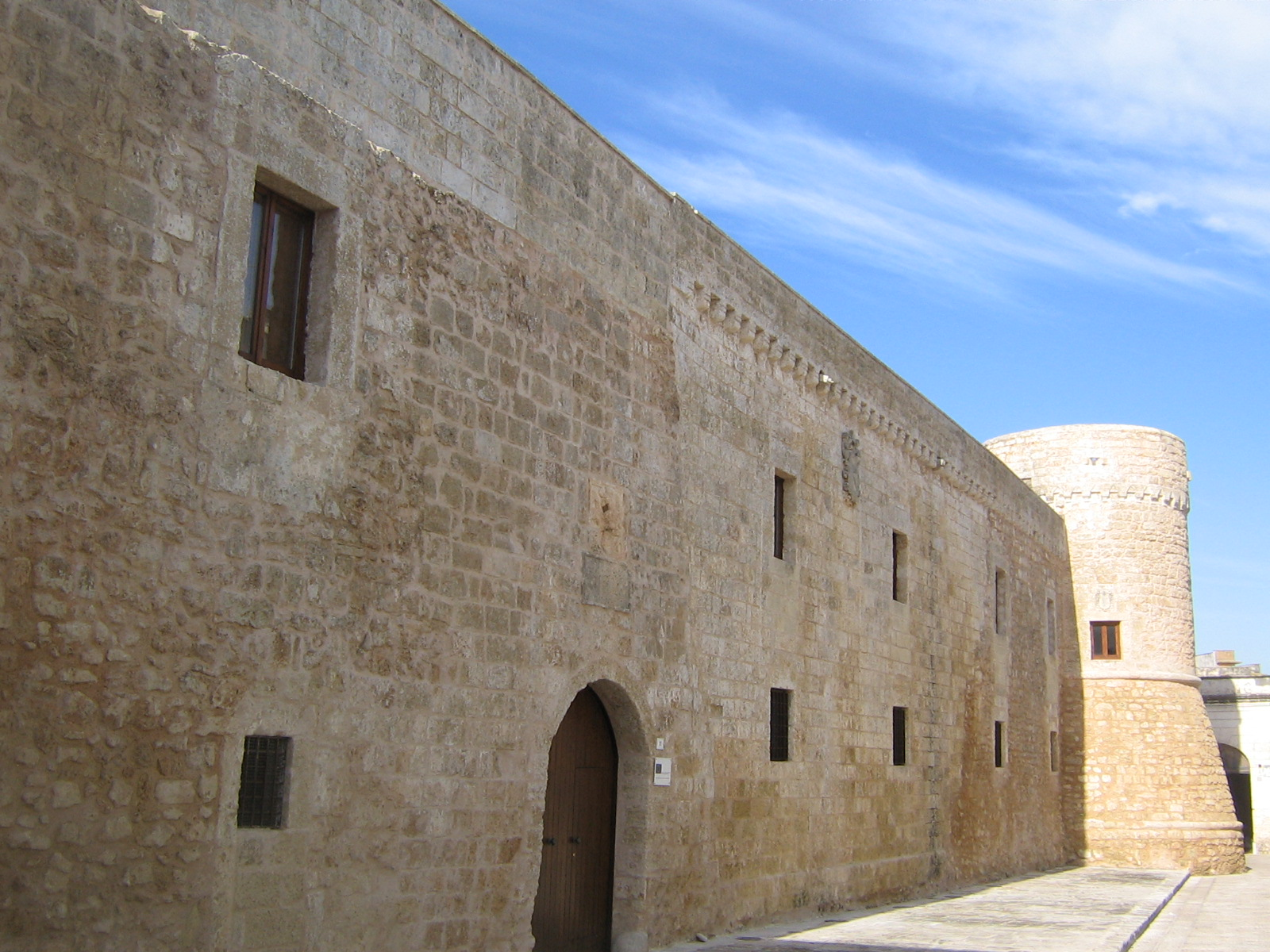
Castello
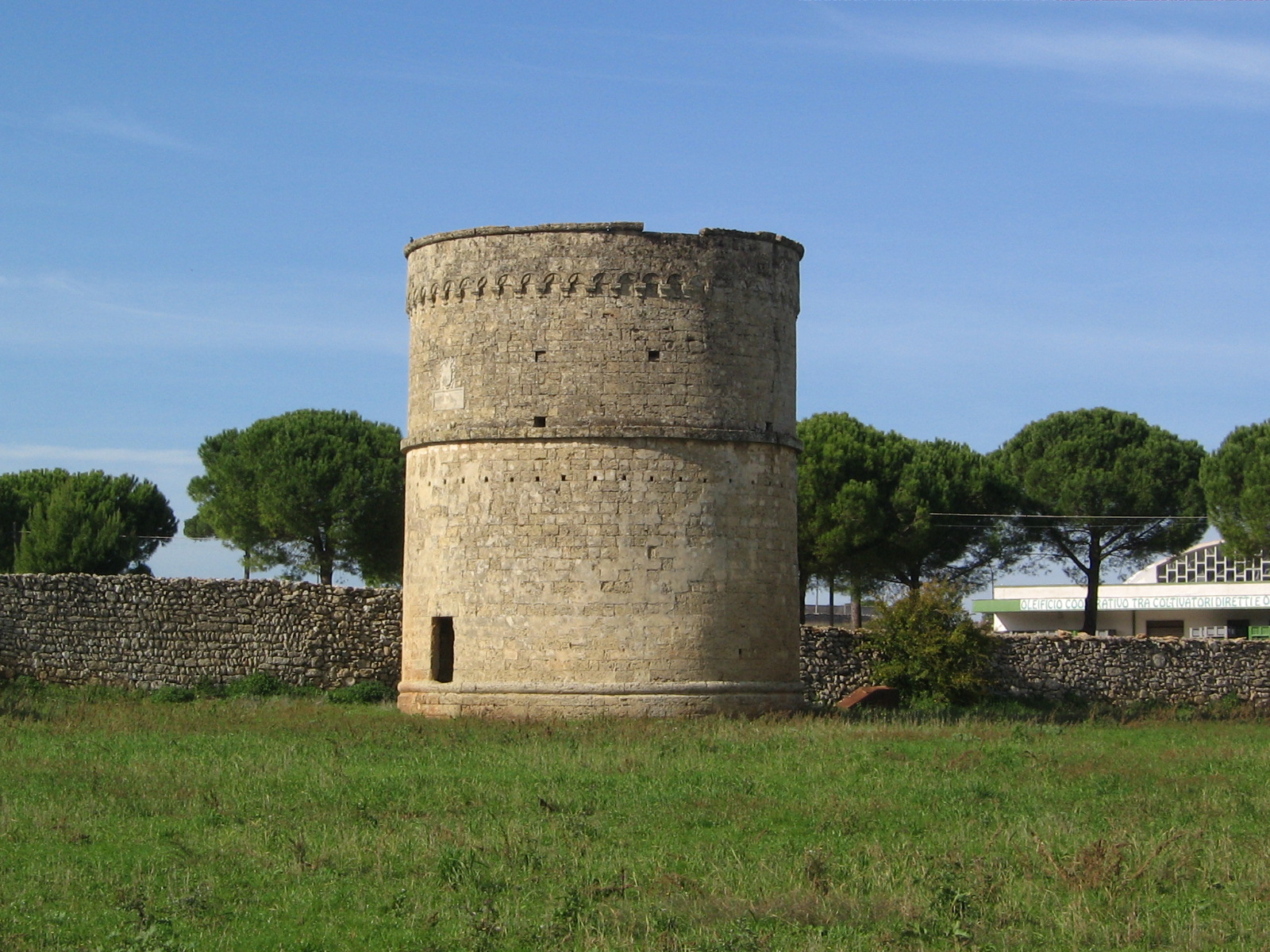
Torre Colombaia
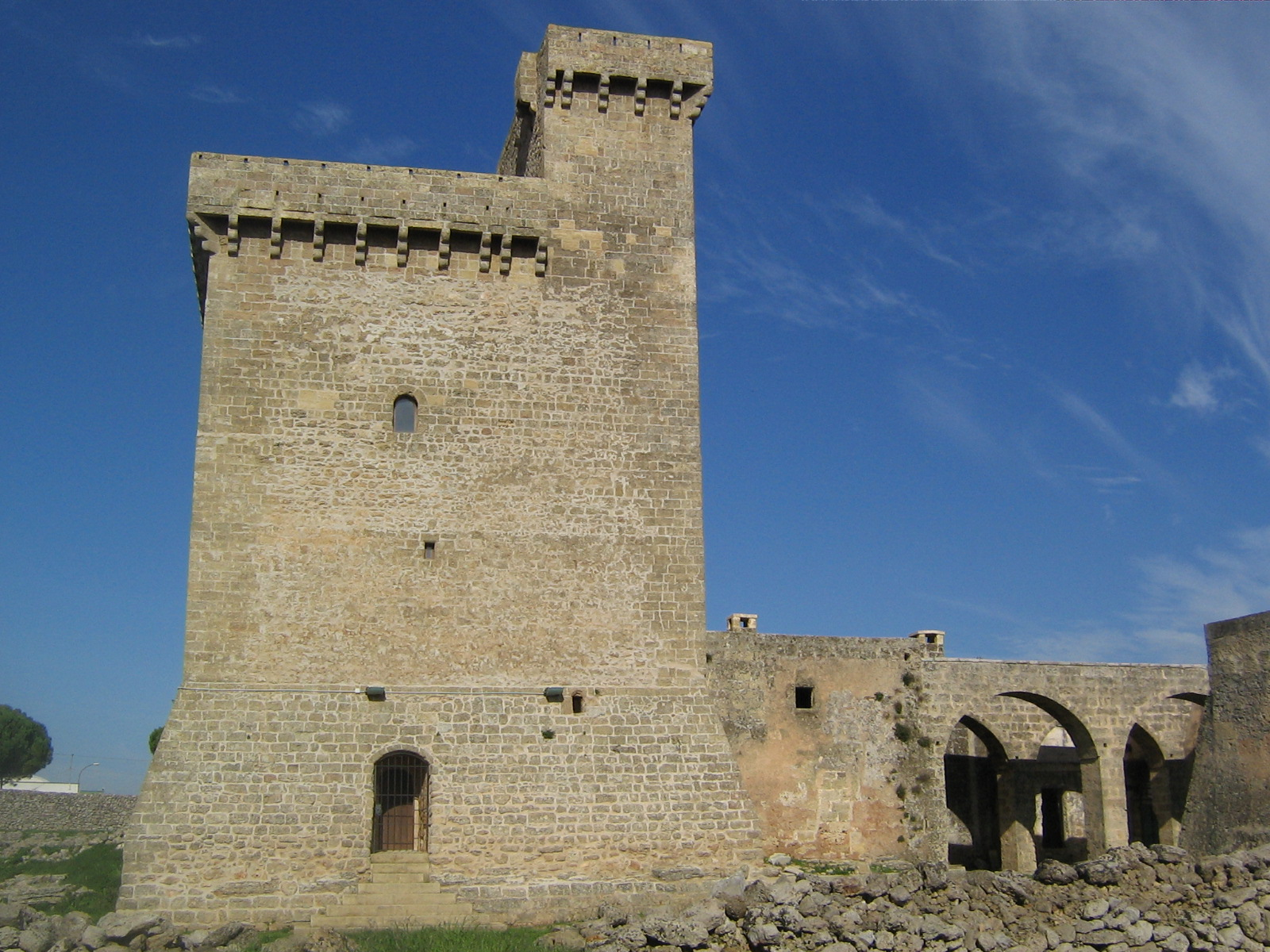
Torre di Masseria Gelsorizzo
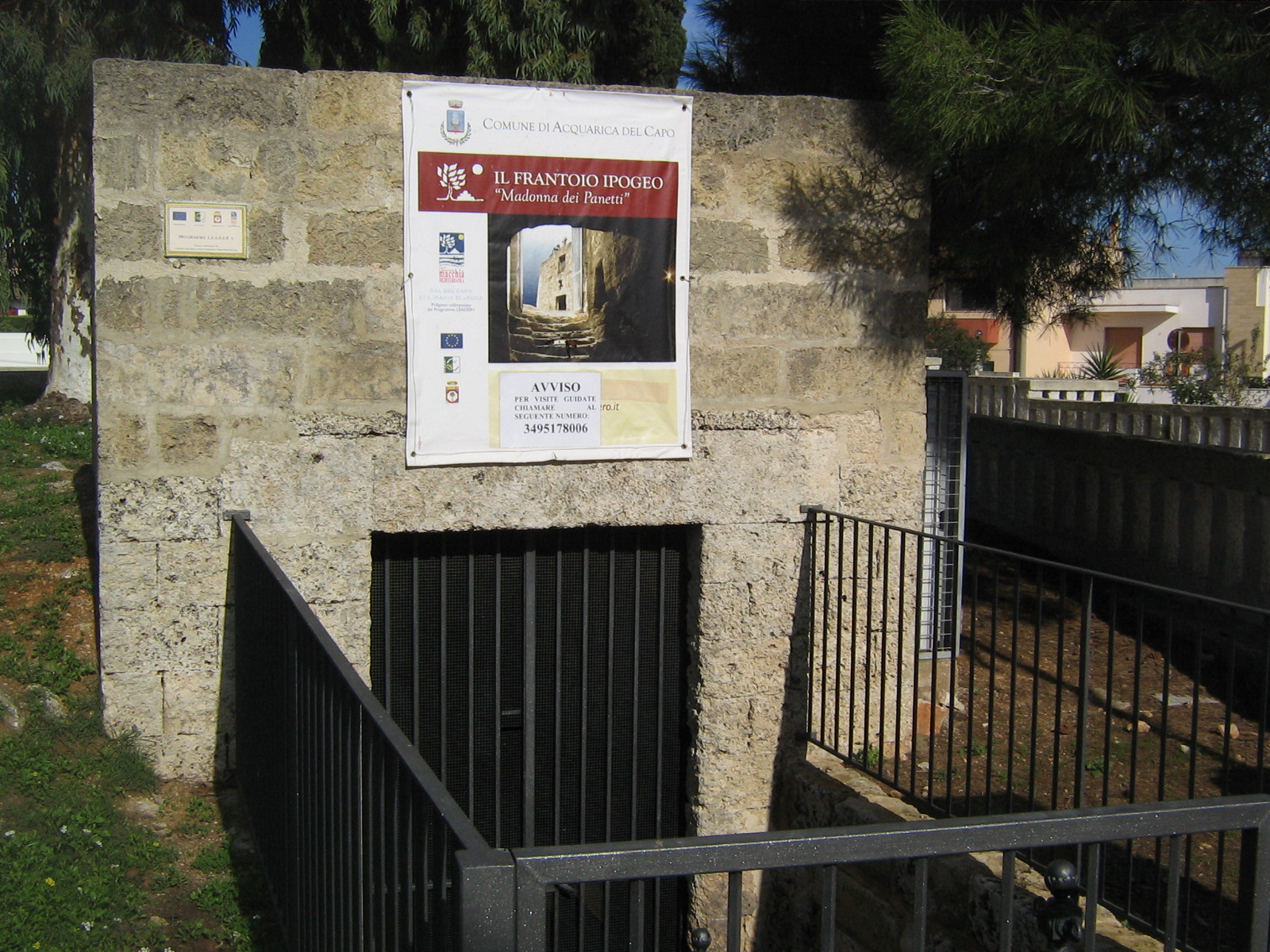
Ingresso frantoio ipogeo Madonna dei Panetti

## Közlekedés
A településnek vasútállomása a Novoli-Gagliano del Capo-vasútvonalon van.
A településen keresztül vezet a Strada Statale 274 Salentina Meridionale.